# 瓦伊利亞塔爾普納山
瓦伊利亞塔爾普納山（Huayllatarpuna）是秘魯的山峰，位於該國南部阿雷基帕大區的卡斯蒂利亞省，屬於安第斯山脈的一部分，海拔高度約5,300米。